# Marhaň
Marhaň – wieś (obec) na Słowacji położona w kraju preszowskim, w powiecie Bardejów. Pierwsze wzmianki o miejscowości pochodzą z roku 1277.
Według danych z dnia 31 grudnia 2010, wieś zamieszkiwało 985 osób, w tym 501 kobiet i 484 mężczyzn.
W 2001 roku rozkład populacji względem narodowości i przynależności etnicznej wyglądał następująco:
- Słowacy – 89,82%
- Czesi – 0,11%
- Romowie – 9,85%
- Rusini – 0,11%

Ze względu na wyznawaną religię struktura mieszkańców kształtowała się w 2001 roku następująco:
- Katolicy rzymscy – 79,54%
- Grekokatolicy – 3,21%
- Ewangelicy – 16,81%
- Husyci – %
- Ateiści – 0,11%
- Nie podano – 0,33%